# Silicium-Nanodraht
Als Silicium-Nanodraht (englisch silicon nanowire) werden massive Silicium-Strukturen mit einem Durchmesser im Nanobereich bezeichnet, die für Anwendungen in der Mikroelektronik und der Akkutechnik geeignet sind. Der Durchmesser beträgt je nach Anwendung wenige Nanometer bis hin zu wenigen hundert Nanometern. Die Länge des Drahts übersteigt den Durchmesser deutlich und unterscheidet sich je nach Anwendung stark. Obwohl Nanodrähte per Definition einen maximalen Durchmesser von 100 Nanometer aufweisen, werden auch  Silicium-Nanodrähte mit einem Durchmesser von mehr als 100 Nanometer oft als Nanodraht bezeichnet.  Drähte mit Durchmessern im Mikrometerbereich werden hingegen als Whisker bezeichnet.

## Herstellung

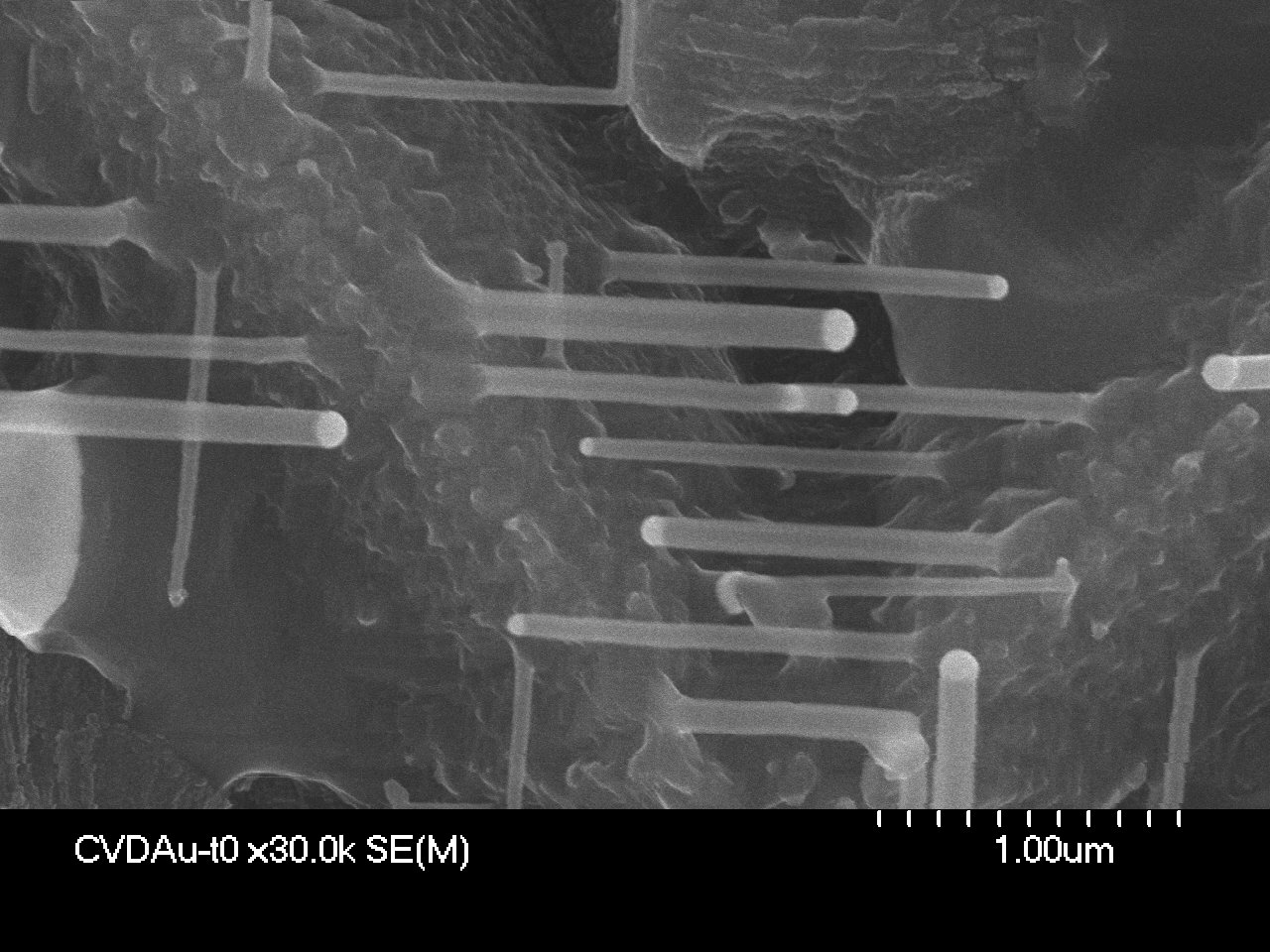
Wachstum von Silicium-Nanodrähten

Bei der Herstellung wird zwischen zwei grundlegenden Prinzipien unterschieden: Top-Down und Bottom-Up.
Beim Top-Down-Ansatz werden die Drähte aus einem massiven Silicium-Stück geätzt.  Als Ausgangsmaterial bieten sich vor allem einkristalline Silicium-Wafer an. Der Wafer wird an den Stellen, an denen am Ende keine Drähte stehen sollen, mit einem Übergangsmetall als Katalysator beschichtet. Anschließend wird der Wafer mit Flusssäure stromlos geätzt. Ätzverfahren werden vor allem in Anwendungen der Mikroelektronik verwendet.
Beim Bottom-Up-Ansatz lässt man Silicium-Nanodrähte auf ein Substrat aufwachsen. Dazu wird ein spezielles chemisches Gasphasenabscheidungs-Verfahren angewendet; siehe VLS-Mechanismus. Als Katalysator dienen Goldpartikel. Da Gold zu unerwünschten Effekten in der Halbleitertechnik führt, ist der VLS-Mechanismus für Mikroelektronik ungeeignet.

## Abgrenzungen
Silicium-Nanodraht ist lediglich eine geometrische Form von Silicium. Er unterscheidet sich in seiner Kristallstruktur und seinen Eigenschaften nicht von gewöhnlichem einkristallinen oder amorphen Silicium. Durch die geringen Abmessungen kann es aber zu Quanteneffekten kommen. Dies gilt jedoch für alle Festkörper mit sehr geringen Abmessungen. Nanoröhren aus Silicium sind hingegen ein Allotrop des Siliciums und weisen grundsätzlich andere Eigenschaften auf. So ist Silicium halbleitend, während Silicium-Nanoröhren metallische Leitfähigkeit besitzen können.
Sowohl Silicium-Nanodraht als auch nanoporöses Silicium können durch Flusssäure-Ätzung von einkristallinem Silicium hergestellt werden.
- Beim nanoporösen Silicium bilden sich durch elektrisches Ätzen längliche Poren im Festkörper.
- Bei Silicium-Nanodraht wird durch katalysatorgestütztes, nicht-elektrisches Ätzen der Festkörper so geätzt, dass nur die Drähte stehen bleiben.

## Anwendungen

### Mikroelektronik
In der Mikroelektronik wird der Begriff Nanodraht für besonders schmale Silicium-Bahnen im Bereich weniger Nanometer verwendet, bei denen Quanteneffekte auftreten. Diese Nanodrähte verlaufen in der Regel parallel zum Substrat. Als Beispiele sind zu nennen:
- Silicium-Nanodraht als Gate zwischen Source und Drain in einem Feldeffekttransistor.
- Als (Bio-)Sensor, insbesondere durch Funktionalisierung der Oberfläche.

### Anode im Lithium-Ionen-Akkumulator
Silicium gilt als vielversprechendes Elektrodenmaterial für Anoden im Lithium-Ionen-Akkumulator. Theoretisch verfügt Silicium mit 4200 mAh/g über die höchste spezifische Kapazität aller Materialien. Im Siliciumkristall können mehr Lithium-Ionen eingelagert werden als in reinem Lithiummetall. Beim Aufladen des Akkus lagern sich Lithium-Ionen im Kristall der Silicium-Anode ein, wodurch deren Größe um mehr als 300 % zunimmt. Diese Größenänderung beschädigt den Silicium-Festkörper stark und führt somit zur schnellen Degradation der Anode. Durch den Einsatz von Silicium-Nanodraht kann die Lebensdauer einer Silicium-Anode deutlich erhöht werden, da der Draht sich ausdehnen kann, ohne benachbarte Drähte zu stören. Ein Feld aus Silicium-Nanodraht wird dabei senkrecht zum Substrat erstellt.
Silicium-Nanodraht-Anoden besitzen eine mehr als zehnfach höhere Kapazität als herkömmliche Graphit-Elektroden. Dies muss aber nicht bedeuten, dass die Akku-Kapazität um den Faktor 10 steigt, da Kathode und Elektrolyt ebenfalls großen Einfluss auf die Akku-Eigenschaften haben. Die Lebensdauer der Anode wird durch Silicium-Nanodraht erhöht, das Problem der Degradation ist damit aber noch nicht vollständig gelöst. Beschichtete Nanodraht-Anoden sind ein möglicher Ansatz für längere Lebenszyklen. Nanoporöses Silicium und Silicium-Nanoröhren sind weitere Alternativen für das Anodenmaterial.

### Sonstige Anwendungen
Forscher haben superhydrophobe Oberflächen auf Basis von Silicium-Nanodrähten entwickelt. Dazu ließen die Wissenschaftler Nanodrähte auf geätzten Pyramiden im Mikrometerbereich aufwachsen. Einen solchen Nanostruktur-auf-Mikrostruktur-Ansatz findet man auch beim Lotus-Effekt. Die so entstandene Struktur wurde durch eine Beschichtung hydrophob gemacht. Das Ergebnis ist beinah vollständige Unbenetzbarkeit.